# 大英百科全書公司
大英百科全书公司是一家以出版《大英百科全书》為業的美国公司。《大英百科全书》是现存仍然发行的最古老的百科全书（印刷版已于2012年3月13日宣布停止发行，全面转向电子化）。

## 历史
18世纪，公司成立于苏格兰启蒙运动时期的苏格兰爱丁堡 。印刷工人科林·麦克法卡尔（Colin Macfarquhar）和雕刻家安德鲁·贝尔（Andrew Bell）决定怀着新的科学精神一起写一本书。 他们聘请了威廉·斯梅利（William Smellie）来写最初的三卷，并于1768年出版了第一卷。
随着后续几册的出版，大英百科全书公司的名声越来越响亮。

### 西尔斯·罗巴克（Sears Roebuck）
第11版在1920年出版，之后商标和版权被出售给了西尔斯百货。
第14版经过了全面的修订并在1929年出版。
到了1930年代中期，公司总部搬到了美国伊利诺斯州芝加哥市，编辑人员因为不断更新的知识也不再在完成新版本后就解散。
从1936年开始，百科全书每年都重印一次，以便及时补充和修订。1938年， 第一版《大英百科全书年鉴》（Britannica Book of the Year）出版。这一年鉴现在仍在出版。
大英百科全书公司在1940年代买下了《康普顿百科全书》和《韦氏词典》。
1947年，大英百科全书公司出版了4卷概述第二次世界大战的《重要的10年》。
1952年，大英百科全书公司出版了54卷介绍西方文化的里程碑式的著作《西方世界伟大著作》。威廉·本顿从1943年开始任主编，一直到他1973年逝世，此后他妻子到1974年逝世任主编。随后经营权被交给本顿基金会，该基金会成立于大英百科全书公司创立200周年。

### 杰葵·沙弗拉（Jacqui Safra）
1996年1月瑞士亿万富翁杰葵·沙弗拉以1.36亿美元买下了大英百科全书公司。
大英百科全书公司是第一批通过网络提供百科全书内容的公司之一（在1980年代与律商联讯（LexisNexis）联合提供），现在利用包括DVD和其网站在内的多种方式提供百科全书。大英百科全书公司通过众多国际项目在包括日本、韩国、中国大陆、台湾、意大利、法国、西班牙、拉丁美洲、土耳其、叙利亚和波兰发展教育资源。
在沙弗拉的领导下公司渡过了一些财务困难。根据《纽约邮报》的说法，自由撰稿人等待了六个月才收到支票，而公司员工则一年没发薪水。削减开销的措施包括要求使用免费图片。公司发言人表示：“我们已经有了一些开销的削减和强制性的节约，但我们不打算公布细节……我们是一家私人公司。”

## 扩展阅读
- “Encyclopædia Britannica May Refer to ‘For Sale’ to Raise Capital,” Portland Oregonian, April 7, 1995
- Richard A. Melcher, “Dusting Off the Britannica,” Business Week, October 20, 1997
- Robert McHenry, “The Building of Britannica Online”
- Steve Barth, “Britannica on the Virtual Bookshelf,” Knowledge Management Magazine
- Dorothy Auchter, “The Evolution of Encyclopædia Britannica,” Reference Services Review 27, no. 3: 297
- Archive.today的存檔，存档日期2019-01-13 Sydney Morning Herlad